# Elyra nigrisigna
Elyra nigrisigna là một loài bướm đêm trong họ Noctuidae.